# Alannah (tak niewiele chcę)
Alannah (tak niewiele chcę) – drugi singel Kasi Kowalskiej zapowiadający jej dziewiąty album „AYA”. Radiowa premiera odbyła się 15 marca 2018 o godzinie 10 na antenie radia RMF FM i Zet. Do piosenki powstał teledysk.

## Notowania

### Pozycje na listach airplay
| Kraj   | Lista (2018)      | Najwyższa pozycja |
| ------ | ----------------- | ----------------- |
| Polska | AirPlay – Top     | 19                |
| Polska | AirPlay – Nowości | 2                 |

### Pozycje na radiowych listach przebojów
| Kraj   | Lista (2018)                        | Najwyższa pozycja |
| ------ | ----------------------------------- | ----------------- |
| Polska | Radio Szczecin (SLiP)               | 21                |
| Polska | RMF FM (POPLista)                   | 3                 |
| Polska | LP3 (Lista przebojów)               | 23                |
| Polska | PiK (Polskie Radio Pomorza i Kujaw) | 3                 |